# 周桓
周桓（1910年2月22日—1993年10月27日），曾用名周虎臣、周镇欧，奉天省东沟縣（今辽宁省东港市）人，中國人民解放軍上將。
周桓曾任红五军政治部秘书、红三军团政治部秘书处处长兼政治教导队政治委员，军团保卫局执行部部长、红一方面军总政治部地方工作部部长，工人师政治部主任、红八军团政治部敌工部部长，红军大学政治委员、红一方面军总政治部秘书长兼敌工部部长、统战部部长，参与长征。抗日战争期间，任八路军野战政治部敌工部部长，八路军总司令部秘书长、八路军野战政治部组织部部长兼军法处处长。第二次国共内战期间，任东北军政学校政治委员、东北民主联军政治部副主任、东北军区政治部副主任兼联络部部长、后勤部政治委员、东北军区政治部主任。中华人民共和国成立后，任东北军区副政治委员、沈阳军区政治委员、中共辽宁省委书记处书记、辽宁省第四届政协副主席、国务院文化部顾问等职。

## 生平

### 早年革命生涯
1929年到天津入中山中学读书时结识共产党员，同年加入中国共产主义青年团。1930年，周桓到达上海，在中共外围组织互济会的训练班学习，同年，他到湘鄂赣革命根据地，参加中国工农红军，同年加入中國共產黨。历任红五军政治部秘书、红三军团政治部秘书处处长兼政治教导队政治委员、军团保卫局执行部部长。1933年起，任红一方面军总政治部地方工作部部长，工人师政治部主任，参加历次反围剿战争。
1934年9月起，历任红八军团政治部敌工部部长，第二十三师政治部主任，參加長征。遵义会议后，历任军委干部团上干大队政治委员，红一方面军政治部秘书长，到达陕北后，任军委和红一方面军政治部秘书长兼敌工部部长、统战部部长。

### 抗日战争期间
抗戰爆發後，任八路軍野战政治部敌工部部长、第1游击纵队政治委员，1938年任八路軍總司令部秘書長，9月入中共中央马列学院学习。1939年10月，任八路軍野战政治部组织部部长兼军法处处长，參加百團大戰。百团大战后，率野战政治部巡视团到冀南和冀鲁豫抗日根据地。1942年夏，周桓回太行区抗日根据地，参加整风运动和抗日根据地的建设。

### 第二次国共内战期间
第二次国共内战时期到东北，历任东北军政学校政治委员、东北民主联军政治部副主任兼联络部部长和中共长春市委书记。1948年，出任东北军区政治部副主任兼后勤部政治部主任，参与组建东北二线兵团。1948年9月辽沈战役期间，周桓参与争取长春国军曾泽生部倒戈等工作，并促成郑洞国率新7军投降。1949年5月，周桓任中共中央东北局委员、东北军区政治部主任。

### 中华人民共和国成立后
中华人民共和国成立后，任中共中央东北局常委，1950年6月任东北军区副政治委员兼政治部主任，参与朝鲜战争的后勤保障工作，并参与起草《中国人民解放军政治工作条例》。1955年3月任瀋陽軍區政委 ，同年被授予上將军衔和一級八一勳章、一級獨立自由勳章和一級解放勳章。1955年11月，参与组织导演辽东半岛抗登陆演习。1959年，因受彭德怀案牵连，降为中共辽宁省委书记处书记，主管辽宁文艺工作。文化大革命时期遭残酷迫害。1977年2月，被选为辽宁省第四届政协副主席。1979年任国务院文化部顾问。
曾任1、5屆政治協商會議代表、中国共产党第八届中央委员会候补委员、中华人民共和国第1屆全國人民代表大會代表，1988年7月被授予一级红星功勋荣誉章。1993年10月27日在北京去世。